# بحيرة مورفي (نيويورك)
بحيرة مورفي، هي بحيرة مساحتها 38 فدانًا (15 هكتارًا) في مقاطعة هاميلتون، نيويورك، الولايات المتحدة.  تقع بحيرة مورفي على ارتفاع 1,473 قدمًا (449 مترًا) في غابة نهر ويلكوكس البرية في منتزه أديرونداك.
في عام 2008، زودت البحيرة الواقعة في بلدة هوب بسمك السلمون المرقط للحفاظ على تعدادها الطبيعي.